# 古渡城

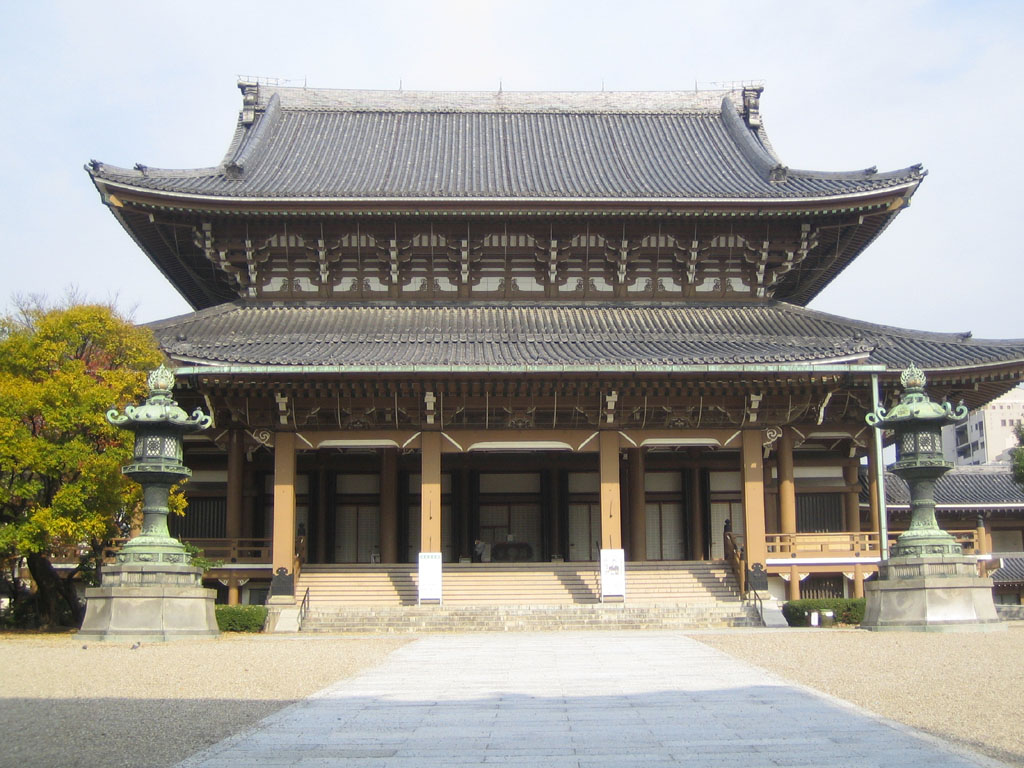
古渡城跡碑がある真宗大谷派名古屋別院

古渡城（ふるわたりじょう）は、尾張国愛知郡古渡（愛知県名古屋市中区）にあった日本の城（平城）。1534年（天文3年）に織田信秀により築城され、1548年（天文17年）に廃城となった。織田信長が元服した城として知られる。

## 歴史
天文3年（1534年）、織田信秀が東南方に備えるために築城した城。信秀は今川氏豊から奪った那古野城を、嫡男吉法師（織田信長）に譲り、この城を拠点とした。
東西140メートル、南北100メートルの平城で、四方を二重の堀で囲まれていた。天文15年（1546年）、信長は古渡城にて13歳で元服する。天文17年（1548年）、美濃に侵攻した信秀の留守を狙い、清洲の守護代織田信友の家臣坂井大膳らが城下に攻め寄せ、この際に町は焼かれたが、落城はしなかった。同年、信秀は末森城を築いて移ったため、古渡城はわずか14年で廃城となった。遺構として、真宗大谷派名古屋別院敷地内にある古渡城跡碑と、古渡城の堀跡を利用した下茶屋公園（真宗大谷派名古屋別院に隣接）がある。

## 所在地
- 愛知県名古屋市中区橘2-8

## 交通アクセス
- 名古屋市営地下鉄名城線 東別院駅下車 4番出口より徒歩で約5分。